# 시스템 구축 반대
시스템 구축 반대(Counterimplementation)는 정보 시스템의 이행이나 조직 내의 혁신을 방해하는 고의적 전략일 일컫는 사업 용어이다. 사용자 저항을 극복하는 전략은 사용자 참여, 사용자 교육 및 훈련, 경영 명령이나 정책, 협력하는 사용자를 위한 인센티브 제공을 포함한다. 새로운 시스템은 최종사용자 인터페이스를 개선하여 더 사용자에게 친숙해 질 수 있다. 새로운 시스템의 도입 전에 조직적 문제가 해결된다면 사용자들은 좀더 협력적으로 반응할 것이다.